# Aiguines
Aiguines (okzitanisch Aiguina) ist eine französische Gemeinde mit 272 Einwohnern (Stand 1. Januar 2022) im Département Var in der Region Provence-Alpes-Côte d’Azur. Ihre Einwohner werden Aiguinois oder Aiguinoises genannt.

## Geografie
Aiguines liegt in den Préalpes de Castellane, einem Teil der Provenzalischen Voralpen, etwa 40 km östlich von Manosque und ebenso weit nordwestlich von Draguignan. Westlich und nordwestlich der Gemeinde liegt der Stausee Lac de Sainte-Croix, während sich im Nordosten die Verdonschlucht befindet. Der Südosten der Gemeinde zählt zur Hochebene Plan de Canjuers und ist weitgehend – insgesamt mehr als die Hälfte der Fläche der Gemeinde – Teil des Truppenübungsplatzes Camp militaire de Canjuers.
Die Gemeinde gehört zum Regionalen Naturpark Verdon.

## Weblinks

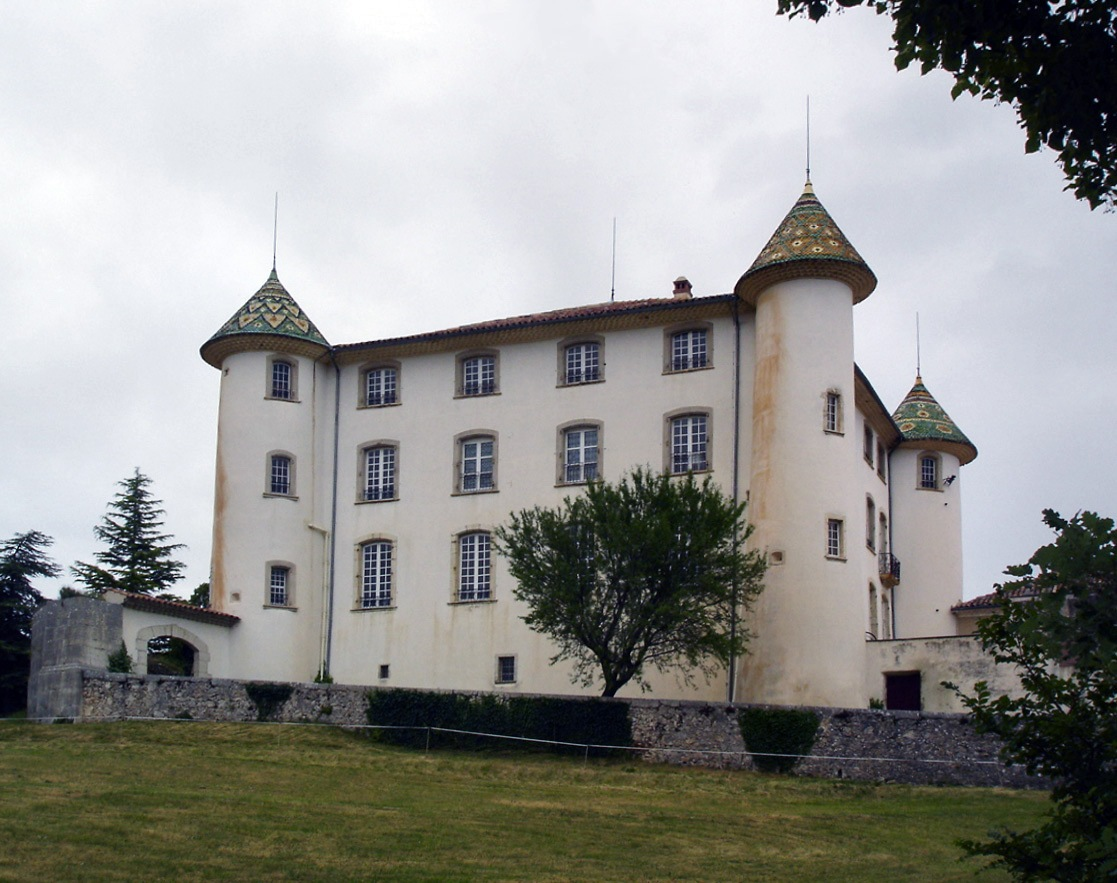
Schloss Aiguines

## Bevölkerungsentwicklung
| Jahr                       | 1962 | 1968 | 1975 | 1982 | 1990 | 1999 | 2008 | 2017 |
| Einwohner                  | 174  | 165  | 132  | 161  | 207  | 219  | 255  | 276  |
| Quellen: Cassini und INSEE |      |      |      |      |      |      |      |      |